# Route d'Occitanie 2022
La Route d'Occitanie 2022, quarantaseiesima edizione della corsa, valevole come prova dell'UCI Europe Tour 2022 categoria 2.1, si è svolta in 4 tappe dal 16 al 19 giugno 2022 su un percorso di 585,7 km, con partenza da Séméac e arrivo ad Auterive. La vittoria fu appannaggio del canadese Michael Woods, che completò il percorso in 14h33'48", alla media di 40,217 km/h, precedendo i spagnoli Carlos Rodríguez e Jesús Herrada.
Sul traguardo di Auterive 112 ciclisti, su 144 partiti da Séméac, portarono a termine la competizione.

## Tappe
| Tappa  | Data      | Percorso                                           | km    | Vincitore di tappa | Leader cl. generale |
| ------ | --------- | -------------------------------------------------- | ----- | ------------------ | ------------------- |
| 1ª     | 16 giugno | Séméac > L'Isle-Jourdain                           | 174,4 | Arnaud Démare      | Arnaud Démare       |
| 2ª     | 17 giugno | Graulhet Belmont-sur-Rance > Roquefort-sur-Soulzon | 34,3  | Roger Adrià        | Roger Adrià         |
| 3ª     | 18 giugno | Sigean > Les Angles                                | 188,7 | Michael Woods      | Michael Woods       |
| 4ª     | 19 giugno | Les Angles > Auterive                              | 188,3 | Niccolò Bonifazio  | Michael Woods       |
| Totale | Totale    | Totale                                             | 585,7 |                    |                     |

## Squadre e corridori partecipanti
| N.      | Cod. | Squadra                |
| ------- | ---- | ---------------------- |
| 1-6     | MOV  | Movistar Team          |
| 11-17   | COF  | Cofidis                |
| 21-26   | AST  | Astana Qazaqstan Team  |
| 31-37   | TEN  | TotalEnergies          |
| 41-46   | TFS  | Trek-Segafredo         |
| 51-57   | ARK  | Team Arkéa-Samsic      |
| 61-67   | CJR  | Caja Rural-Seguros RGA |
| 71-77   | EFE  | EF Education-EasyPost  |
| 81-87   | ACT  | AG2R Citroën Team      |
| 91-97   | EKP  | Equipo Kern Pharma     |
| 101-107 | BBH  | Burgos-BH              |

| N.      | Cod. | Squadra                          |
| ------- | ---- | -------------------------------- |
| 111-117 | BBK  | B&B Hotels                       |
| 121-127 | BAI  | Bike Aid                         |
| 131-137 | AUB  | St Michel-Auber 93               |
| 141-147 | IGD  | Ineos Grenadiers                 |
| 151-157 | UXT  | Uno-X Pro Cycling Team           |
| 161-167 | UNA  | Team U Nantes Atlantique         |
| 171-177 | GFC  | Groupama-FDJ                     |
| 181-186 | GRL  | Go Sport-Roubaix Lille Métropole |
| 191-197 | NMC  | Nice Métropole Côte d'Azur       |
| 201-207 | IPT  | Israel-Premier Tech              |

## Dettagli delle tappe

### 1ª tappa
- 16 giugno: Séméac > L'Isle-Jourdain – 174,4 km

| Pos. | Corridore      | Squadra    | Tempo    |
| ---- | -------------- | ---------- | -------- |
| 1    | Arnaud Démare  | Groupama   | 4h13'55" |
| 2    | Pierre Barbier | B&B Hotels | s.t.     |
| 3    | Elia Viviani   | Ineos      | s.t.     |

| Pos. | Corridore      | Squadra    | Tempo    |
| ---- | -------------- | ---------- | -------- |
| 1    | Arnaud Démare  | Groupama   | 4h13'45" |
| 2    | Pierre Barbier | B&B Hotels | a 4"     |
| 3    | Elia Viviani   | Ineos      | a 6"     |

### 2ª tappa
- 17 giugno: Graulhet Belmont-sur-Rance > Roquefort-sur-Soulzon – 34,3 km

| Pos. | Corridore       | Squadra | Tempo  |
| ---- | --------------- | ------- | ------ |
| 1    | Roger Adrià     | Equipo  | 42'42" |
| 2    | Michael Valgren | EF      | s.t.   |
| 3    | Julien Simon    | Total   | s.t.   |

| Pos. | Corridore       | Squadra  | Tempo    |
| ---- | --------------- | -------- | -------- |
| 1    | Roger Adrià     | Equipo   | 4h56'27" |
| 2    | Arnaud Démare   | Groupama | s.t.     |
| 3    | Michael Valgren | EF       | a 4"     |

### 3ª tappa
- 18 giugno: Sigean > Les Angles – 188,7 km

| Pos. | Corridore        | Squadra | Tempo    |
| ---- | ---------------- | ------- | -------- |
| 1    | Michael Woods    | Israel  | 5h23'35" |
| 2    | Carlos Rodríguez | Ineos   | a 1'11"  |
| 3    | Jesús Herrada    | Cofidis | a 1'12"  |

| Pos. | Corridore        | Squadra | Tempo     |
| ---- | ---------------- | ------- | --------- |
| 1    | Michael Woods    | Israel  | 10h19'59" |
| 2    | Carlos Rodríguez | Ineos   | a 1'16"   |
| 3    | Jesús Herrada    | Cofidis | a 1'21"   |

### 4ª tappa
- 19 giugno: Les Angles > Auterive – 188,3 km

| Pos. | Corridore         | Squadra  | Tempo    |
| ---- | ----------------- | -------- | -------- |
| 1    | Niccolò Bonifazio | Total    | 4h13'49" |
| 2    | Matteo Moschetti  | Trek     | s.t.     |
| 3    | Max Kanter        | Movistar | s.t.     |

| Pos. | Corridore        | Squadra | Tempo     |
| ---- | ---------------- | ------- | --------- |
| 1    | Michael Woods    | Israel  | 14h33'48" |
| 2    | Carlos Rodríguez | Ineos   | a 1'16"   |
| 3    | Jesús Herrada    | Cofidis | a 1'21"   |

## Evoluzione delle classifiche
| Tappa              | Vincitore          | Classifica generale Maglia arancione | Classifica a punti Maglia verde | Classifica scalatori Maglia blu | Classifica giovani Maglia bianca | Classifica a squadre |
| ------------------ | ------------------ | ------------------------------------ | ------------------------------- | ------------------------------- | -------------------------------- | -------------------- |
| 1ª                 | Arnaud Démare      | Arnaud Démare                        | Arnaud Démare                   | Jean Goubert                    | Pierre Barbier                   | AG2R Citroën Team    |
| 2ª                 | Roger Adrià        | Roger Adrià                          | Max Kanter                      | Alan Jousseaume                 | Roger Adrià                      | AG2R Citroën Team    |
| 3ª                 | Michael Woods      | Michael Woods                        | Michael Woods                   | Michael Woods                   | Carlos Rodríguez                 | Team Arkéa-Samsic    |
| 4ª                 | Niccolò Bonifazio  | Michael Woods                        | Max Kanter                      | Winner Anacona                  | Carlos Rodríguez                 | Team Arkéa-Samsic    |
| Classifiche finali | Classifiche finali | Michael Woods                        | Max Kanter                      | Winner Anacona                  | Carlos Rodríguez                 | Team Arkéa-Samsic    |

Maglie indossate da altri ciclisti in caso di due o più maglie vinte
- Nella 2ª tappa Elia Viviani ha indossato la maglia verde al posto di Arnaud Démare.
- Nella 3ª tappa Cyril Barthe ha indossato la maglia bianca al posto di Roger Adrià.
- Nella 4ª tappa Max Kanter ha indossato la maglia verde al posto di Michael Woods e Winner Anacona ha indossato quella blu al posto di Michael Woods.

## Classifiche finali

### Classifica generale - Maglia arancione
| Pos. | Corridore          | Squadra       | Tempo     |
| ---- | ------------------ | ------------- | --------- |
| 1    | Michael Woods      | Israel        | 14h33'48" |
| 2    | Carlos Rodríguez   | Ineos         | a 1'16"   |
| 3    | Jesús Herrada      | Cofidis       | a 1'21"   |
| 4    | Alejandro Valverde | Movistar      | a 1'24"   |
| 5    | Mattias Skjelmose  | Trek          | a 1'44"   |
| 6    | Jonas Gregaard     | Uno-X         | a 1'47"   |
| 7    | Nairo Quintana     | Arkéa         | a 1'48"   |
| 8    | Cristian Rodríguez | TotalEnergies | s.t.      |
| 9    | Nicolas Edet       | Arkéa         | a 3'41"   |
| 10   | Andrej Zejc        | Astana        | a 4'48"   |

### Classifica a punti - Maglia verde
| Pos. | Corridore         | Squadra       | Punti |
| ---- | ----------------- | ------------- | ----- |
| 1    | Max Kanter        | Movistar      | 38    |
| 2    | Michael Woods     | Israel        | 29    |
| 3    | Elia Viviani      | Ineos         | 28    |
| 4    | Niccolò Bonifazio | TotalEnergies | 27    |
| 5    | Thomas Boudat     | Go Sport      | 23    |

### Classifica scalatori - Maglia blu
| Pos. | Corridore        | Squadra | Punti |
| ---- | ---------------- | ------- | ----- |
| 1    | Winner Anacona   | Arkéa   | 25    |
| 2    | Michael Woods    | Israel  | 17    |
| 3    | Carlos Rodríguez | Ineos   | 16    |
| 4    | Igor Arrieta     | Kern    | 12    |
| 5    | Nairo Quintana   | Arkéa   | 11    |

### Classifica giovani - Maglia bianca
| Pos. | Corridore         | Squadra | Tempo     |
| ---- | ----------------- | ------- | --------- |
| 1    | Carlos Rodríguez  | Ineos   | 14h35'04" |
| 2    | Mattias Skjelmose | Trek    | a 28"     |
| 3    | Jonas Gregaard    | Uno-X   | a 31"     |
| 4    | Michel Ries       | Arkéa   | a 6'29"   |
| 5    | Roger Adrià       | Kern    | a 8'34"   |

### Classifica a squadre
| Pos. | Squadra           | Tempo     |
| ---- | ----------------- | --------- |
| 1    | Team Arkéa-Samsic | 43h49'32" |
| 2    | Ineos Grenadiers  | a 9'59"   |
| 3    | Trek-Segafredo    | a 15'22"  |
| 4    | TotalEnergies     | a 27'05"  |
| 5    | Movistar Team     | a 28'21"  |